# Mickey Cochrane
Gordon Stanley Cochrane, soprannominato Black Mike, detto Mickey (Bridgewater, 6 aprile 1903 – Lake Forest, 28 giugno 1962), è stato un giocatore di baseball e allenatore di baseball statunitense di ruolo ricevitore nella Major League Baseball (MLB). È stato introdotto nella National Baseball Hall of Fame nel 1947.

## Carriera
Cochrane giocò per i Philadelphia Athletics e i Detroit Tigers ed è considerato uno dei migliori ricevitori della storia del gioco. Nato in Massachusetts, praticò diversi sport alla Boston University e al termine del college preferì il baseball al basket e al football. Fece il debutto nelle major league nel 1925, dopo una sola stagione trascorsa nelle minor league. Fu premiato come MVP dell'American League nel 1928 e si qualificò per le World Series dal 1929 al 1931, vincendole nelle prime due occasioni. La sua media in battuta (.320) rimase un record per i ricevitori della MLB sino al 2009. Nel 1934 passò ai Tigers, vincendo il suo secondo titolo di MVP e l'anno successivo le sue terze World Series. La sua carriera di giocatore si interruppe improvvisamente nel 1937 quando fu colpito da un lancio del giocatore degli Yankees Bump Hadley, in un infortunio quasi fatale. Nel 1999, The Sporting News lo inserì al 65º posto nella classifica dei migliori cento giocatori di tutti i tempi.

## Palmarès

### Club
- World Series: 3

Philadelphia Athletics: 1929, 1930
Detroit Tigers: 1935

### Individuale
- MVP dell'American League: 2

1928, 1934
- MLB All-Star: 2

1934, 1935